# Internationella Downs syndrom-dagen
Internationella Downs syndrom-dagen, även populärt Rocka sockorna-dagen, är en av FN utlyst dag som inträffar den 21 mars varje år.

## Bakgrund
Anledningen till valet av datum för dagen är att Downs syndrom innebär att man har tre exemplar av kromosom nr 21. Det är tänkt att man genom att ta på sig olikfärgade strumpor ska hylla människors olikheter och alla människors lika värde och rättigheter. Initiativet till att rocka sockorna kommer ursprungligen från USA med namnet Rock your socks och 2014 initierade Svenska Downföreningen kampanjen Rocka dina sockor. I samband därmed lanserades låten "Rocka sockorna" med musik av Mette Herlitz och text av Emma Sandanam. Anledningen till att man använder just strumpor (sockor) som symbol är för att ett par strumpor vända med hälarna mot varandra liknar en kromosom.  